# Sønderborgmotorvejen
Autostrada M51 (duń. Sønderborgmotorvejen) – autostrada w Danii. Łączy Sønderborg z autostradą Sønderjyske Motorvej (M50) oraz jest częścią drogi krajowej nr 8.